# Antichrist (musikalbum av Akercocke)
Antichrist är det brittiska progressiva black metal/death metal-bandet Akercockes femte studioalbum, utgivet maj 2007 av skivbolaget Peaceville Records.

## Låtlista
1. "Black Messiah" (instrumental) – 0:56
2. "Summon the Antichrist" – 5:13
3. "Axiom" – 5:13
4. "The Promise" – 3:36
5. "My Apterous Angel" – 6:51
6. "Distant Fires Reflect in the Eyes of Satan" (instrumental) – 2:40
7. "Man Without Faith or Trust" – 3:27
8. "	The Dark Inside" – 6:42
9. "Footsteps Resound in an Empty Chapel" – 4:19
10. "Epode" – 2:36

Text & music: David Gray (spår 1–8), Gray/Jason Mendonça (spår 9), Peter Benjamin (spår 10)

## Medverkande
Musiker (Akercocke-medlemmar)
- Jason Mendonça – sång, gitarr
- David Gray – trummor
- Matt Wilcock – gitarr
- Peter Benjamin – basgitarr

Produktion
- Akercocke – producent
- Matt Wilcock, Jason Mendonça – ljudtekniker
- Karlos "The Jackal" Bareham, Adrian Breakspear – ljudmix